# Ivan Vishnevskiy
Ivan Yevgenyevich Vishnevskiy ou Ivan Yevhenovych Vyshnevskyi - em ucraniano, Іван Євгенович Вишневський e em russo, Иван Евгеньевич Вишневский (Chortoryia, 21 de fevereiro de 1957 - Dnipropetrovsk, 11 de maio de 1996) foi um futebolista profissional russo que atuava como defensor.

## Carreira
Em clubes, Vishnevskiy destacou-se no Nyva Vinnytsia e no Dnipro Dnipropetrovsk, pelo qual venceu o Campeonato Soviético em 1988, desbancando o tradicional Dínamo de Kiev por 3 pontos. Antes, jogou apenas 2 partidas pelo Spartak Moscou, em 1982
Na parte final da carreira, foi jogar no futebol turco, atuando por Fenerbahçe e Sarıyer, onde pendurou as chuteiras em 1992.
Veio a falecer com apenas 39 anos, vitimado por um melanoma descoberto 8 anos antes, quando ainda jogava pelo Dnipro.

## Seleção Soviética
Vishnevskiy fez parte do elenco da Seleção Soviética que foi vice-campeã da Eurocopa de 1988, na qual foi reserva. Estreou pela equipe em 1985, contra a Iugoslávia, mas não foi convocado para a Copa de 1986.
Com a dissolução da URSS, em 1991, não chegou a defender a Ucrânia, seu país natal.